# 泽尔巴
泽尔巴（義大利語：Zerba），是意大利皮亚琴察省的一个市镇。总面积25平方公里，人口98人，人口密度3.9人/平方公里（2009年）。ISTAT代码为033047。